# La Ferrière-aux-Étangs
La Ferrière-aux-Étangs é uma comuna francesa na região administrativa da Normandia, no departamento Orne. Estende-se por uma área de 10,93 km². Em 2010 a comuna tinha 1 560 habitantes (densidade: 142,7 hab./km²).